# Vepris suaveolens
Vepris suaveolens là một loài thực vật có hoa trong họ Cửu lý hương. Loài này được (Engl.) Mziray miêu tả khoa học đầu tiên năm 1992.